# Torneo Clausura 2011 Fútbol Femenino (Chile)
El Campeonato de Clausura de Primera División de Fútbol Femenino 2011 fue el quinto torneo de la Primera División de fútbol femenino de Chile. Comenzó el día 6 de agosto y la final se disputó el 30 de diciembre de aquel año. La organización de este torneo estuvo a cargo de la ANFP.
El campeón de este torneo fue Colo-Colo siendo este su tercer título consecutivo.

## Modalidad
El torneo se jugó a partir del 6 de agosto y concluyó el 30 de diciembre. La primera parte del torneo consta de una fase nacional, donde los participantes juegan en una ronda contra los 15 equipos restantes. Los cuatro primeros con los mejores puntajes clasifican a play offs, en donde juega el 1° con el 4° y el 2° con el tercero. Los ganadores de dichos duelos pasan a la final y los perdedores disputan el 3° y 4° puesto. El ganador de la final se coronará campeón del Campeonato Primera División de Fútbol Femenino.

## Incorporaciones y Retiros
| a Primera División 2014 |
| ----------------------- |
| No hubo                 |

| a Asociación de Origen |
| ---------------------- |
| No hubo                |

## Equipos participantes
| Nombre               | Ciudad                   | Fundación               | Estadio                               |
| -------------------- | ------------------------ | ----------------------- | ------------------------------------- |
| Audax Italiano       | Santiago (La Florida)    | 30 de noviembre de 1910 | Bicentenario Municipal de La Florida  |
| Cobreloa             | Calama                   |                         |                                       |
| Cobresal             | El Salvador              | 5 de mayo de 1979       | El Cobre                              |
| Colo-Colo            | Santiago (Macul)         | 19 de abril de 1925     | Monumental                            |
| Deportes La Serena   | La Serena                | 9 de diciembre de 1955  | La Portada                            |
| Curicó Unido         | Curicó                   | 26 de febrero de 1973   | La Granja                             |
| Santiago Wanderers   | Valparaíso               | 15 de agosto de 1892    | Regional Chiledeportes                |
| Unión Española       | Santiago (Independencia) | 18 de mayo de 1897      | Santa Laura                           |
| Universidad Católica | Santiago (Las Condes)    | 21 de abril de 1937     | San Carlos de Apoquindo               |
| Universidad de Chile | Santiago (Ñuñoa)         | 24 de mayo de 1927      | Nacional Julio Martínez               |
| Everton              | Viña del Mar             | 24 de junio de 1909     | Sausalito                             |
| Ñublense             | Chillán                  | 20 de agosto de 1916    | Bicentenario Municipal Nelson Oyarzún |
| Palestino            | Santiago (La Cisterna)   | 20 de agosto de 1920    | Municipal de La Cisterna              |
| Santiago Morning     | Santiago (La Pintana)    | 16 de octubre de 1903   | Municipal de La Pintana               |
| San Marcos de Arica  | Arica                    |                         | Municipal de Cerro Navia              |

## Fixture
Los primeros partidos fueron programados para el 6 de agosto de 2011, mientras que la final se disputaría (según lo programado) el 10 de diciembre del mismo año.

## Tabla Regular
| Pos. | Equipo               | Pts. | PJ | G  | E | P  | GF  | GC | Dif. |  |
| ---- | -------------------- | ---- | -- | -- | - | -- | --- | -- | ---- |  |
| 1    | Colo-Colo            | 40   | 14 | 13 | 1 | 0  | 152 | 1  | +151 |  |
| 2    | Everton              | 34   | 14 | 12 | 1 | 1  | 83  | 8  | +75  |  |
| 3    | Cobreloa             | 32   | 14 | 10 | 2 | 2  | 54  | 18 | +36  |  |
| 4    | Santiago Wanderers   | 30   | 14 | 9  | 3 | 2  | 46  | 29 | +17  |  |
| 5    | Universidad de Chile | 25   | 14 | 8  | 1 | 5  | 53  | 46 | +7   |  |
| 6    | Unión Española       | 25   | 14 | 8  | 1 | 5  | 28  | 26 | +2   |  |
| 7    | San Marcos de Arica  | 22   | 14 | 7  | 1 | 6  | 39  | 41 | −2   |  |
| 8    | Audax Italiano       | 21   | 14 | 6  | 3 | 5  | 41  | 46 | −5   |  |
| 9    | Universidad Católica | 19   | 14 | 7  | 1 | 6  | 31  | 55 | −24  |  |
| 10   | Ñublense             | 14   | 14 | 4  | 2 | 8  | 24  | 34 | −10  |  |
| 11   | Santiago Morning     | 12   | 14 | 3  | 3 | 8  | 20  | 50 | −30  |  |
| 12   | Deportes La Serena   | 8    | 14 | 2  | 2 | 10 | 15  | 65 | −50  |  |
| 13   | Curicó Unido         | 7    | 14 | 2  | 1 | 11 | 12  | 63 | −51  |  |
| 14   | Cobresal             | 4    | 14 | 1  | 1 | 12 | 15  | 69 | −54  |  |
| 15   | Palestino            | 3    | 14 | 0  | 3 | 11 | 8   | 70 | −62  |  |

Actualizado a los partidos jugados el 5 de diciembre de 2011.
 Fuente: Memoria ANFP 2011
     Acceden a Play-Off